# 대종로
 대종로(Daejong-ro)는 대전광역시 동구 대성동 대성동삼거리에서 서구 용문동 남선공원네거리를 잇는 도로이다.

## 주요 경유지
대전광역시
- 동구 (대성동) - 중구 (석교동 . 부사동 . 대사동 . 은행선화동 . 중촌동) - 서구 (용문동)

## 노선
| 이름                    | 접속 노선                          | 소재지     | 소재지 | 소재지     | 비고 |
| ----------------------- | ---------------------------------- | ---------- | ------ | ---------- | ---- |
| 대성동삼거리            | 대전로                             | 대전광역시 | 동구   | 산내동     |      |
| 옥계교                  |                                    | 대전광역시 | 동구   | 산내동     |      |
| 돌다리네거리            | 돌다리로 대종로224번길             | 대전광역시 | 중구   | 석교동     |      |
| 부사오거리              | 대전광역시도 제13호선 (보문로)     | 대전광역시 | 중구   | 부사동     |      |
| 충무로네거리            | 국도 제4호선 (충무로)              | 대전광역시 | 중구   | 대사동     |      |
| 대흥동네거리            | 대전광역시도 제8호선 (대흥로)      | 대전광역시 | 중구   | 대흥동     |      |
| 으능정이네거리          | 중교로                             | 대전광역시 | 중구   | 은행선화동 |      |
| 중앙로역네거리          | 중앙로                             | 대전광역시 | 중구   | 은행선화동 |      |
| 대종로네거리            | 우암로                             | 대전광역시 | 중구   | 은행선화동 |      |
| 중촌네거리              | 대전광역시시도 제40호선 (동서대로) | 대전광역시 | 중구   | 은행선화동 |      |
| (이름없음) (중촌고가교) | 어덕마을로                         | 대전광역시 | 중구   | 중촌동     |      |
| 용문교                  |                                    | 대전광역시 | 중구   | 중촌동     |      |
|                         | 서구                               | 대전광역시 | 용문동 |            |      |
| 남선공원네거리          | 서구                               | 대전광역시 | 용문동 | 유등로     |      |

## 주요 건물 및 시설
- 천지인주유소 (대종로 44/옥계동 149-9)
- 충무새마을금고 옥계지점 (대종로 65/옥계동 46-15)
- HD현대오일뱅크 대전명성셀프주유소 (대종로 103/옥계동 16-4)
- GS칼텍스 세일가스충전소 (대종로 117/옥계동 17-2)
- SK에너지 진성주유소 (대종로 122/호동 26-19)
- 쉐보레 대전중부전시장 (대종로 126/호동 26-20)
- 호동우체국 (대종로 150/호동 7-10)
- SK에너지 이화주유소 (대종로 166/석교동 86-12)
- 농협 대전원예농협 석교지점 (대종로 217/석교동 59-12)
- 석교동 행정복지센터 (대종로 228/석교동 12-4)
- 충절로신협 본점 (대종로 230/석교동 12-5)
- 충무새마을금고 본점 (대종로 231/석교동 60-8)
- 대전지방법원 남대전등기소 (대종로 267/부사동 261-1)
- 삼성디지털프라자 부사점 (대종로 282/부사동 378-5)
- 부사동매표소 (대종로 287/부사동 154-1)
- 세븐일레븐 대전신부사점 (대종로 293/부사동 154-6)
- LG유플러스 부사동 부사시장점 (대종로 312/부사동 150-11)
- 농협 동대전농협 부사동지점 (대종로 316/부사동 127-6)
- KG모빌리티 대전중부전시장 (대종로 370/부사동 94-40)
- 대전한화생명볼파크 (대종로 373/부사동 209-1)
- 부사119안전센터 (대종로 373/부사동 209-1)
- 대전부사동우체국 (대종로 374/부사동 89-6)
- GS칼텍스 천일주유소 (대종로 376/부사동 89-7)
- 농협 대전원예농협 본점 (대종로 411/대흥동 40-10)
- 농협 대전원예농협 하나로마트 분사 (대종로 411/대흥동 40-10)
- 기아 남대전지점 (대종로 450/대흥동 164)
- 이마트24 대전대흥그린점 (대종로 465/대흥동 186-3)
- 대전cpbc가톨릭 평화방송 (대종로 471/대흥동 189)
- 하나은행 대전지점 (대종로 481/대흥동 195-1)
- 스타벅스 대전중앙로R점 (대종로 486/은행동 149)
- GS25 은행선화점 (대종로 512/은행동 126-12)
- 현대자동차 대전선화대리점 (대종로 545/선화동 142-2)
- S-OIL 중앙주유소 (대종로 558/선화동 79-22)
- 노브랜드 대전중촌동점 (대종로 626/중촌동 391-8)
- 대전중앙중학교, 대전중앙고등학교 (대종로 634/중촌동 13-1)
- 파리바게트 대전중촌현대점 (대종로 675/중촌동 99-1)
- 대전중촌초등학교 (대종로 684/중촌동 83)